# Rosnay-l'Hôpital
Pour les articles homonymes, voir Rosnay et L'Hôpital.
Rosnay-l'Hôpital [ʁonɛ lopital] est une commune française située dans le département de l'Aube, en région Grand Est.
Ses habitants sont les Rosnaysiennes et les Rosnaysiens.

## Géographie
Située à 118 mètres d'altitude, la commune est traversée par la Voire.
Elle est proche du parc naturel régional de la forêt d'Orient, à environ 2 km.
Les communes limitrophes sont :
La cadastre du début XIXe siècle cite au territoire : Aigremont Bois-le-Roi, Garenne, l'Hôpital, la Maladière, le Metz, Mont-Aigu, Porte-Rouge, Presle-Neuf, Presle-Vieux, Pute-Ville, Saint-Lou. Les faubourgs qui existaient étaient Saint-Nicolas et Champagne ou Saint-Sauveur sur les aveux du XVIIe et XVIIIe siècles.

### Hydrographie
La commune est dans la région hydrographique « la Seine de sa source au confluent de l'Oise (exclu) » au sein du bassin Seine-Normandie. Elle est drainée par la Voire, le Fossé 02 du Chanet, le cours d'eau 01 de la Fontaine Chapelet et divers autres petits cours d'eau,.
La Voire, d'une longueur de 56 km, prend sa source dans la commune de Dommartin-le-Franc et se jette  dans l'Aube à Molins-sur-Aube, après avoir traversé 21 communes.

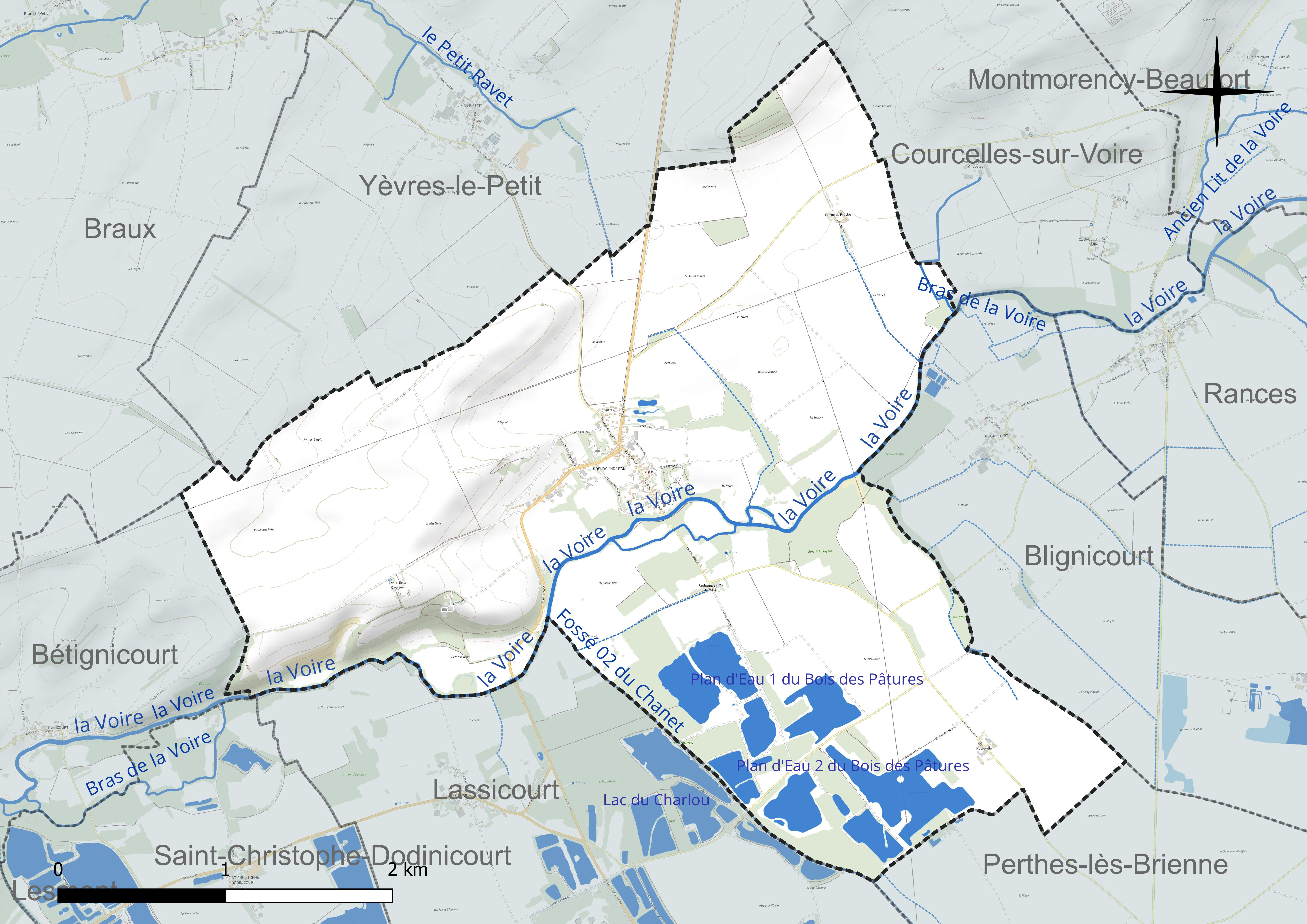
Réseau hydrographique de Rosnay-l'Hôpital.

Deux plans d'eau complètent le réseau hydrographique : le plan d'eau 1 du Bois des Pâtures (8,2 ha) et le plan d'eau 2 du Bois des Pâtures (5 ha),.

### Climat
Pour des articles plus généraux, voir Climat du Grand Est et Climat de l'Aube.
En 2010, le climat de la commune est de type climat océanique dégradé des plaines du Centre et du Nord, selon une étude du Centre national de la recherche scientifique s'appuyant sur une série de données couvrant la période 1971-2000. En 2020, Météo-France publie une typologie des climats de la France métropolitaine dans laquelle la commune est exposée à un climat océanique altéré et est dans la région climatique Lorraine, plateau de Langres, Morvan, caractérisée par un hiver rude (1,5 °C), des vents modérés et des brouillards fréquents en automne et hiver.
Pour la période 1971-2000, la température annuelle moyenne est de 10,7 °C, avec une amplitude thermique annuelle de 16,1 °C. Le cumul annuel moyen de précipitations est de 747 mm, avec 12 jours de précipitations en janvier et 8,4 jours en juillet. Pour la période 1991-2020, la température moyenne annuelle observée sur la station météorologique de Météo-France la plus proche, « Mathaux-Étape », sur la commune de Mathaux à 10 km à vol d'oiseau, est de 11,5 °C et le cumul annuel moyen de précipitations est de 733,9 mm. 
La température maximale relevée sur cette station est de 41,5 °C, atteinte le 25 juillet 2019 ; la température minimale est de −18 °C, atteinte le 2 janvier 1997,,.
Les paramètres climatiques de la commune ont été estimés pour le milieu du siècle (2041-2070) selon différents scénarios d'émission de gaz à effet de serre à partir des nouvelles projections climatiques de référence DRIAS-2020. Ils sont consultables sur un site dédié publié par Météo-France en novembre 2022.

## Urbanisme

### Typologie
Au 1er janvier 2024, Rosnay-l'Hôpital est catégorisée commune rurale à habitat dispersé, selon la nouvelle grille communale de densité à 7 niveaux définie par l'Insee en 2022.
Elle est située hors unité urbaine. Par ailleurs la commune fait partie de l'aire d'attraction de Brienne-le-Château, dont elle est une commune de la couronne,. Cette aire, qui regroupe 30 communes, est catégorisée dans les aires de moins de 50 000 habitants,.

### Occupation des sols
L'occupation des sols de la commune, telle qu'elle ressort de la base de données européenne d’occupation biophysique des sols Corine Land Cover (CLC), est marquée par l'importance des territoires agricoles (80,7 % en 2018), en diminution par rapport à 1990 (89,1 %). La répartition détaillée en 2018 est la suivante : 
terres arables (69,7 %), zones agricoles hétérogènes (10,9 %), eaux continentales (8,3 %), forêts (6 %), zones urbanisées (2,7 %), milieux à végétation arbustive et/ou herbacée (2,3 %). L'évolution de l’occupation des sols de la commune et de ses infrastructures peut être observée sur les différentes représentations cartographiques du territoire : la carte de Cassini (XVIIIe siècle), la carte d'état-major (1820-1866) et les cartes ou photos aériennes de l'IGN pour la période actuelle (1950 à aujourd'hui).

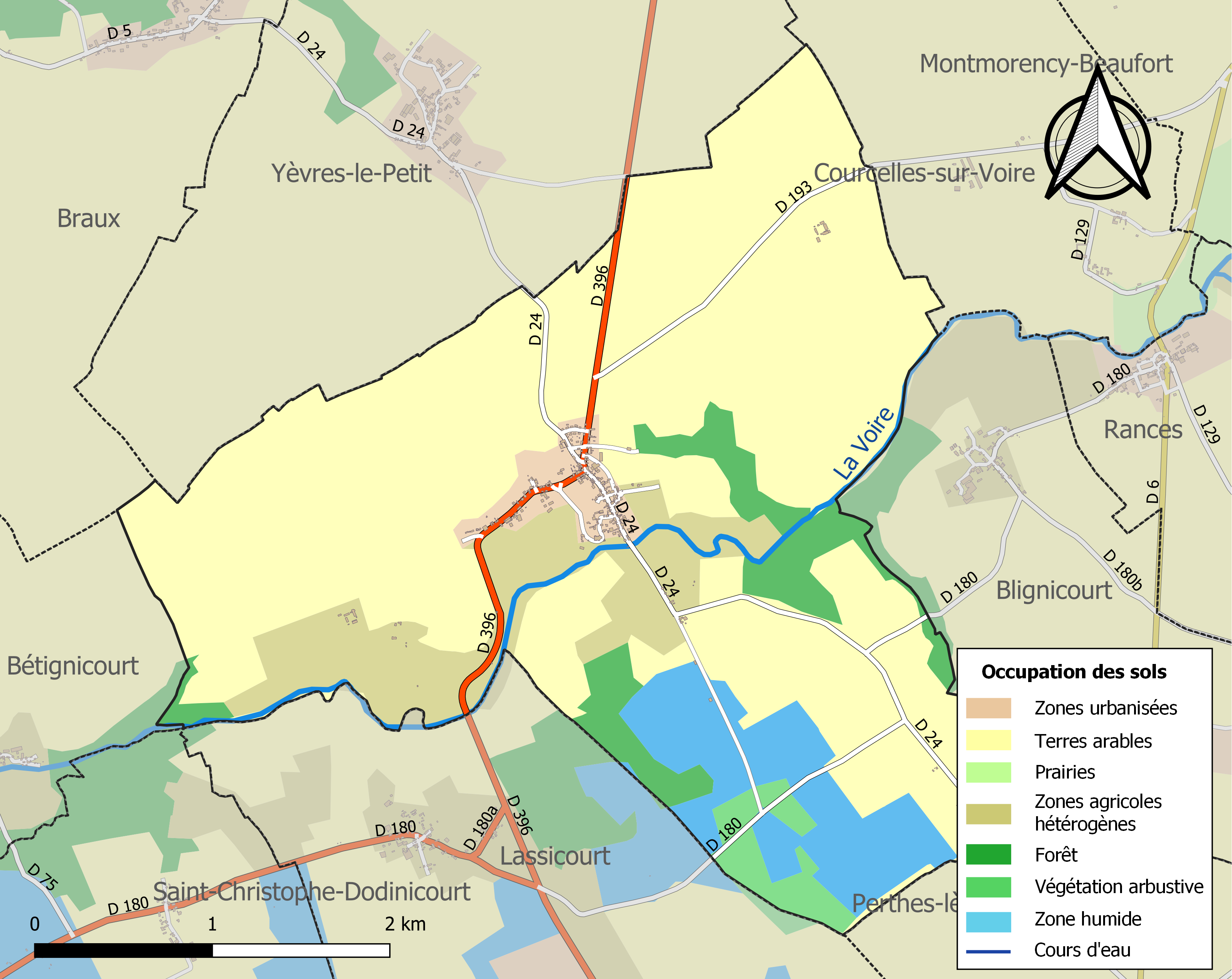
Carte des infrastructures et de l'occupation des sols de la commune en 2018 (CLC).

## Histoire
Le premier comte de Rosnay connu est Adson cité en 968 dans une donation faite à l'abbaye de Montier-en-Der. Puis Isembard et Isembard II vers 1035 où l'évêque de Troyes Ménard donne aux chanoines du château l'église Notre-Dame à Rosnay. La seigneurie passe en 1139 au comte de Troyes et devient l'apanage de Henri qui la rattache au comté en devenant comte de Champagne en 1314.
Le comté de Vertus fut créé par Jean le Bon en 1360, pour l'intégrer dans la dot de sa fille Isabelle de France à partir des seigneuries de Vertus, Rosnay, Moymer et La Ferté-sur-Aube en comté, pour en faire la dot de sa fille Isabelle de France à l'occasion de son mariage avec Jean Galéas Visconti. La prisée du comté fut faite en 1366. À la fin du XVe siècle, le comté de Vertus passera à une branche bâtarde des ducs de Bretagne.
Valentine Visconti (1368-1408) comtesse de Vertus se mariait avec Louis d'Orléans, le comté passait alors en la famille d'Orléans. Le comté de Rosnay fut détaché de celui de Vertus en 1602 lorsqu'il fut vendu, pour solder une créance de Odet d'Avaugour à François de Luxembourg (duc de Piney). En 1700, la famille Piney-Luxembourg vendait à Gédéon Berbier du Metz le comté, famille qui s'éteignit en 1839.
En 1789, Rosnay était de l'intendance et de la généralité de Châlons, de l'élection de Troyes et du bailliage de Chaumont.
Rosnay devient Rosnay-l'Hôpital le 13 janvier 1957.

### La Naurois
C'est un ancien fief mouvant relevant de Rosnay, tenu en 1366 par Pierre de Baugis qui faisait l'aveu pour sa terre de « Noureie emprès Clareux ». En 1516 elle est tenue en indivision par Germaine de Foix, reine d'Aragon et Isabelle de Fay, veuve de Jean de Sommièvre. En 1636 elle est tenue par François de l'Hospital.

### Foires
Il y avait deux foires annuelles, à la Saints-Jacques-et-Christophe, 25 juillet et à la Saint-Thomas de Cantorbery, le 29 décembre. Elles se tenaient en la halle qui appartenait au seigneur ainsi que le pressoir.

## Politique et administration
Rosnay était le siège d'une chastellenie qui regroupait une centaine de fiefs, elle fut modifiée avec la réunion au comté de Vertus et se trouvait en grande partie dans la Marne actuelle. Elle était le siège d'une prévôté qui disparu en 1636 pour être réunie au bailliage qui fut créé en 1361.
| Période                                  | Période  | Identité      | Étiquette | Qualité     |
| ---------------------------------------- | -------- | ------------- | --------- | ----------- |
| avant 1981                               | ?        | Jean Guilbert |           |             |
| mars 2001                                | 2008     | Régis Suzanne |           |             |
| mars 2008                                | En cours | Brice Martin  | DVD       | Agriculteur |
| Les données manquantes sont à compléter. |          |               |           |             |

## Démographie
L'évolution du nombre d'habitants est connue à travers les recensements de la population effectués dans la commune depuis 1793. Pour les communes de moins de 10 000 habitants, une enquête de recensement portant sur toute la population est réalisée tous les cinq ans, les populations de référence des années intermédiaires étant quant à elles estimées par interpolation ou extrapolation. Pour la commune, le premier recensement exhaustif entrant dans le cadre du nouveau dispositif a été réalisé en 2007.

En 2022, la commune comptait 160 habitants, en évolution de −18,78 % par rapport à 2016 (Aube : +0,7 %, France hors Mayotte : +2,11 %).
| 1793 | 1800 | 1806 | 1821 | 1831 | 1836 | 1841 | 1846 | 1851 |
| ---- | ---- | ---- | ---- | ---- | ---- | ---- | ---- | ---- |
| 535  | 548  | 522  | 530  | 561  | 572  | 610  | 610  | 632  |

| 1856 | 1861 | 1866 | 1872 | 1876 | 1881 | 1886 | 1891 | 1896 |
| ---- | ---- | ---- | ---- | ---- | ---- | ---- | ---- | ---- |
| 568  | 550  | 560  | 512  | 482  | 451  | 436  | 434  | 421  |

| 1901 | 1906 | 1911 | 1921 | 1926 | 1931 | 1936 | 1946 | 1954 |
| ---- | ---- | ---- | ---- | ---- | ---- | ---- | ---- | ---- |
| 412  | 394  | 375  | 313  | 353  | 329  | 339  | 334  | 322  |

| 1962 | 1968 | 1975 | 1982 | 1990 | 1999 | 2006 | 2007 | 2012 |
| ---- | ---- | ---- | ---- | ---- | ---- | ---- | ---- | ---- |
| 273  | 247  | 242  | 227  | 215  | 215  | 215  | 215  | 224  |

| 2017 | 2022 | - | - | - | - | - | - | - |
| ---- | ---- | - | - | - | - | - | - | - |
| 181  | 160  | - | - | - | - | - | - | - |

## L'école
Une école dirigée par les religieux existait déjà au XVIIIe siècle. La fresque de l'école a été réalisée en juin 2011 par des enfants aidés par des artistes[Lesquels ?].

Réalisation de la fresque de l'école (juin 2011)
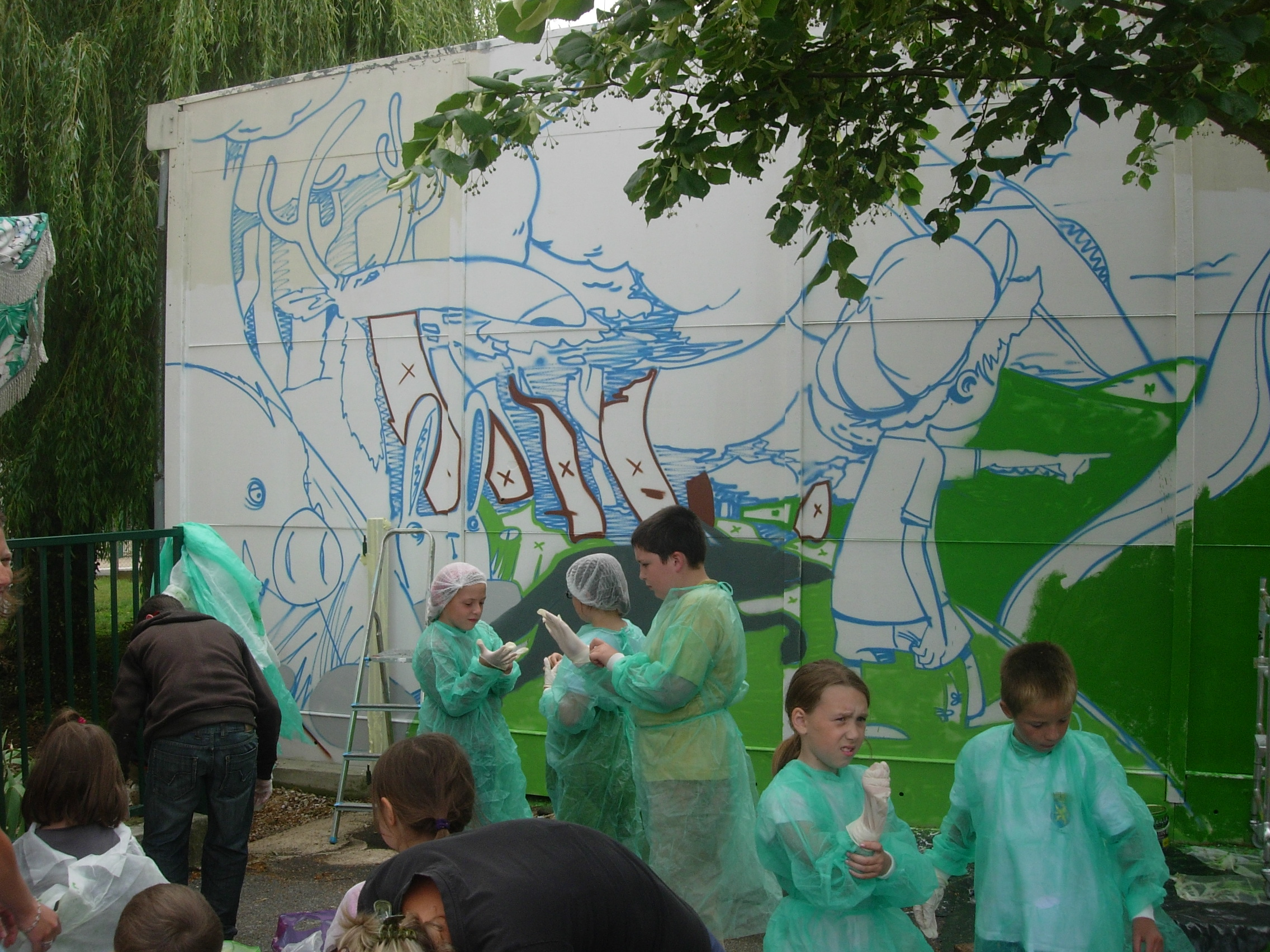
Les enfants au travail.
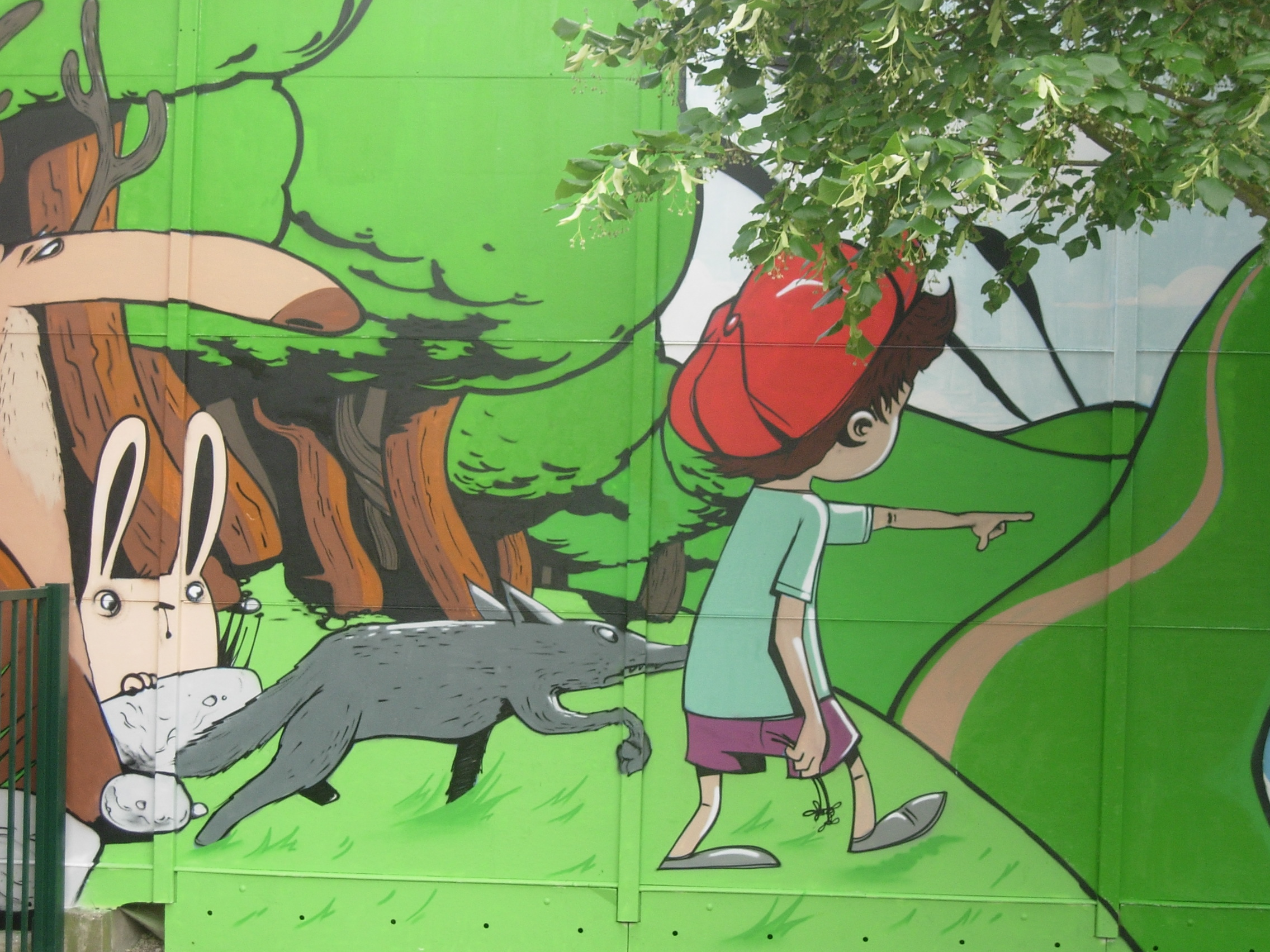
Le petit chaperon rouge.
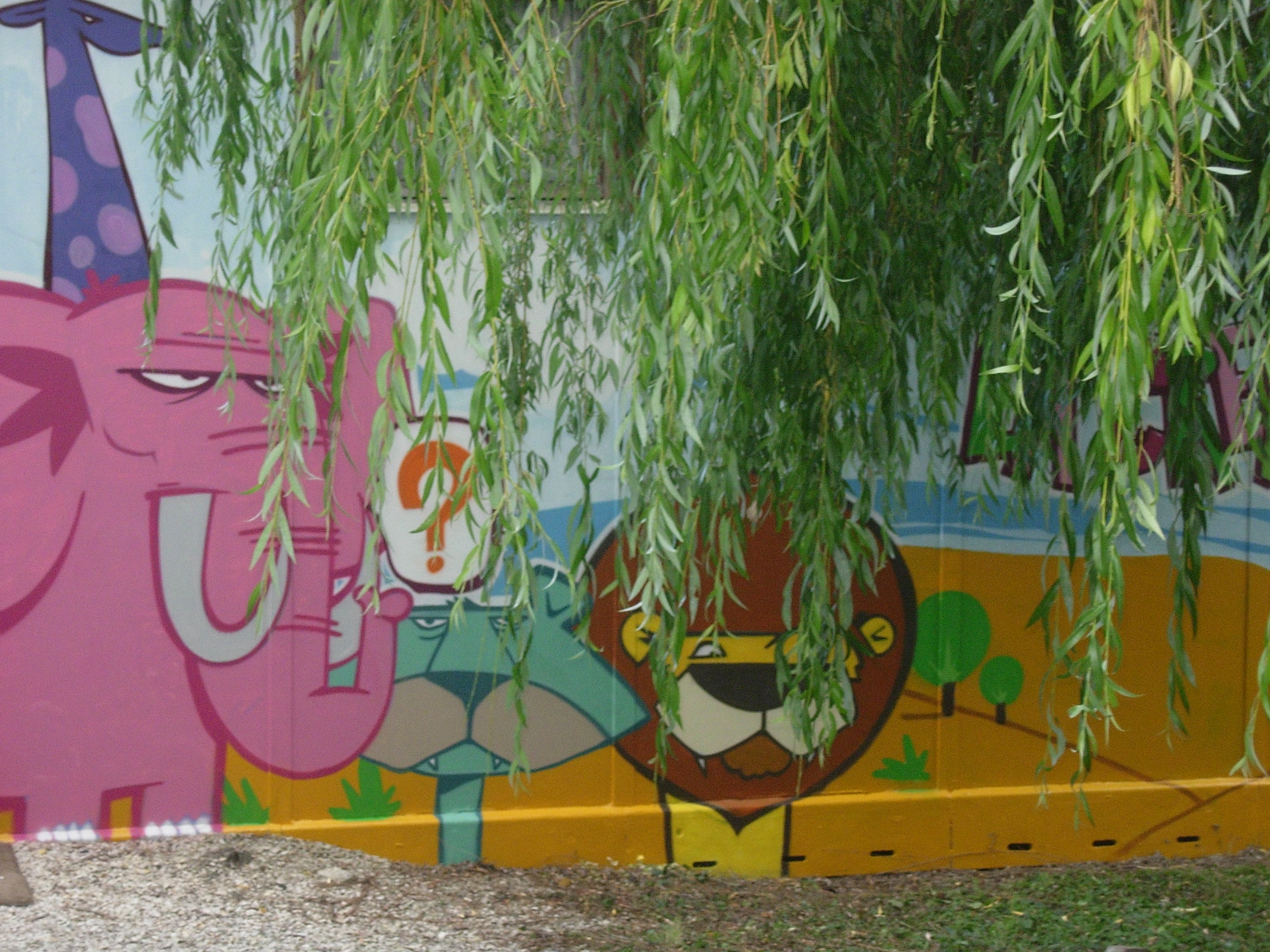
Les animaux de la jungle.

## Lieux et monuments

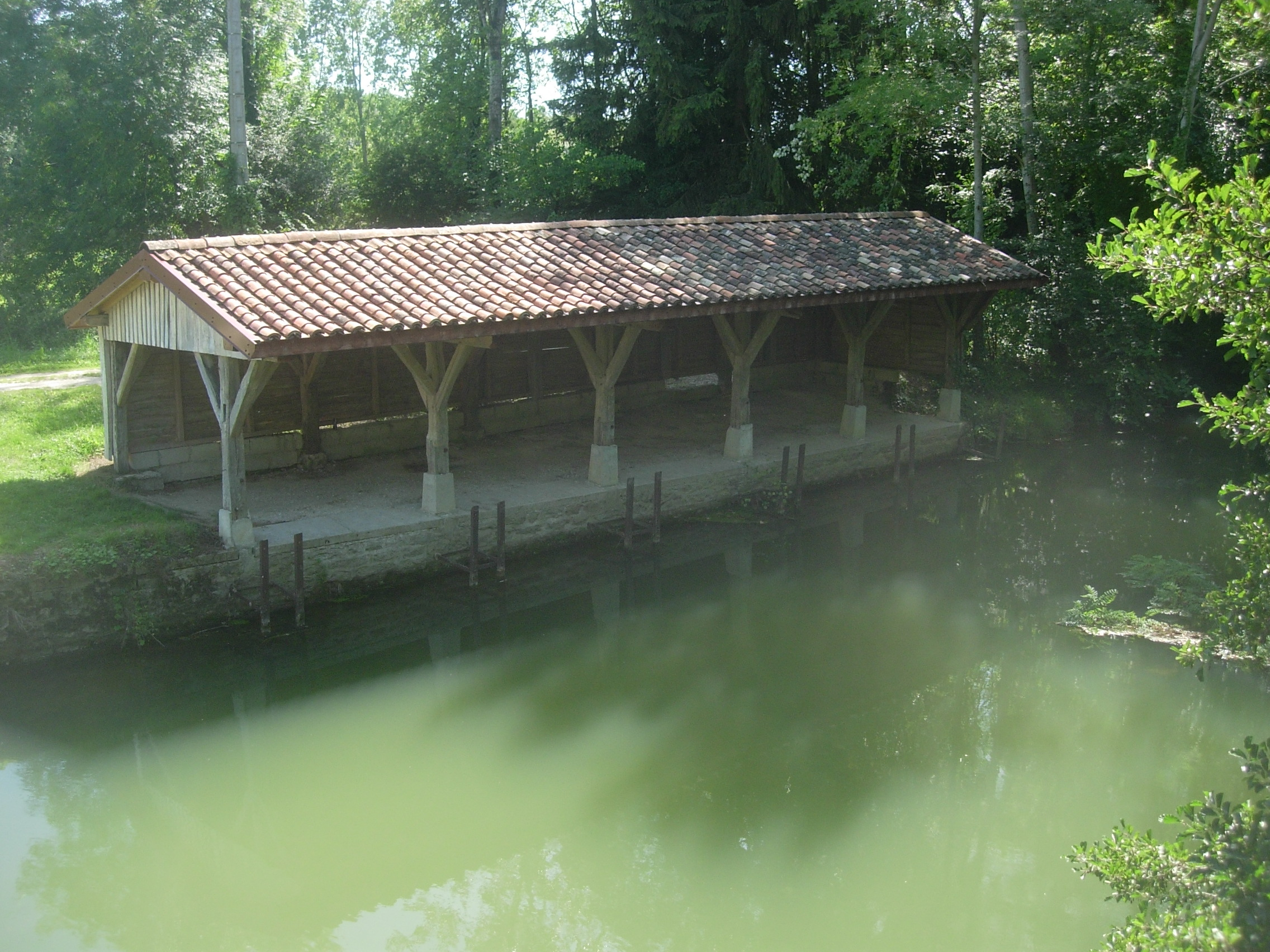
Le lavoir sur la Voire.

- maladrerie de Rosnay : elleaurait été fondée à la fin du XIe ou au début du XIIe siècle et aurait à la charge des chanoines du château[réf. nécessaire]. La continuité se fit par les moines de l'abbaye de Montier-en-Der.
- Le château : il dut exister dès les premiers comtes et se trouvait sur la motte qui avait 23 m à sa base et 10 m à son sommet. Il fut occupé par les Anglais en 1358 et par les Français en 1361. Le comté de Vertus l'a signalé comme « bonne tour ». Il est dans les mains de Henry VI en 1424 et sur l'aveu de 1636 est cité « forteresse fermée de terrasse et de profonds fossés ; de la rivière de Voire avec pont levis. Dans l'enclos est la motte seigneuriale ».
- commanderie de Rosnay : commanderie hospitalière de l'ordre de Saint-Jean de Jérusalem fondée en juin 1231 sur des terres vendues par le comte de Brienne Gautier IV.
- Le monument aux morts : exemplaire du Poilu victorieux du sculpteur Eugène Bénet.
- église de l'Assomption-de-la-Vierge : classée monument historique depuis 1846. Elle comporte une crypte qui, contrairement à d'autres, n'est pas une ancienne église souterraine mais a servi à agrandir la surface disponible pour l'édification de l'église sise au sommet d'une butte.
- Le lavoir de la Voire, rénové en 2010[réf. nécessaire].

Église de l'Assomption-de-la-Vierge
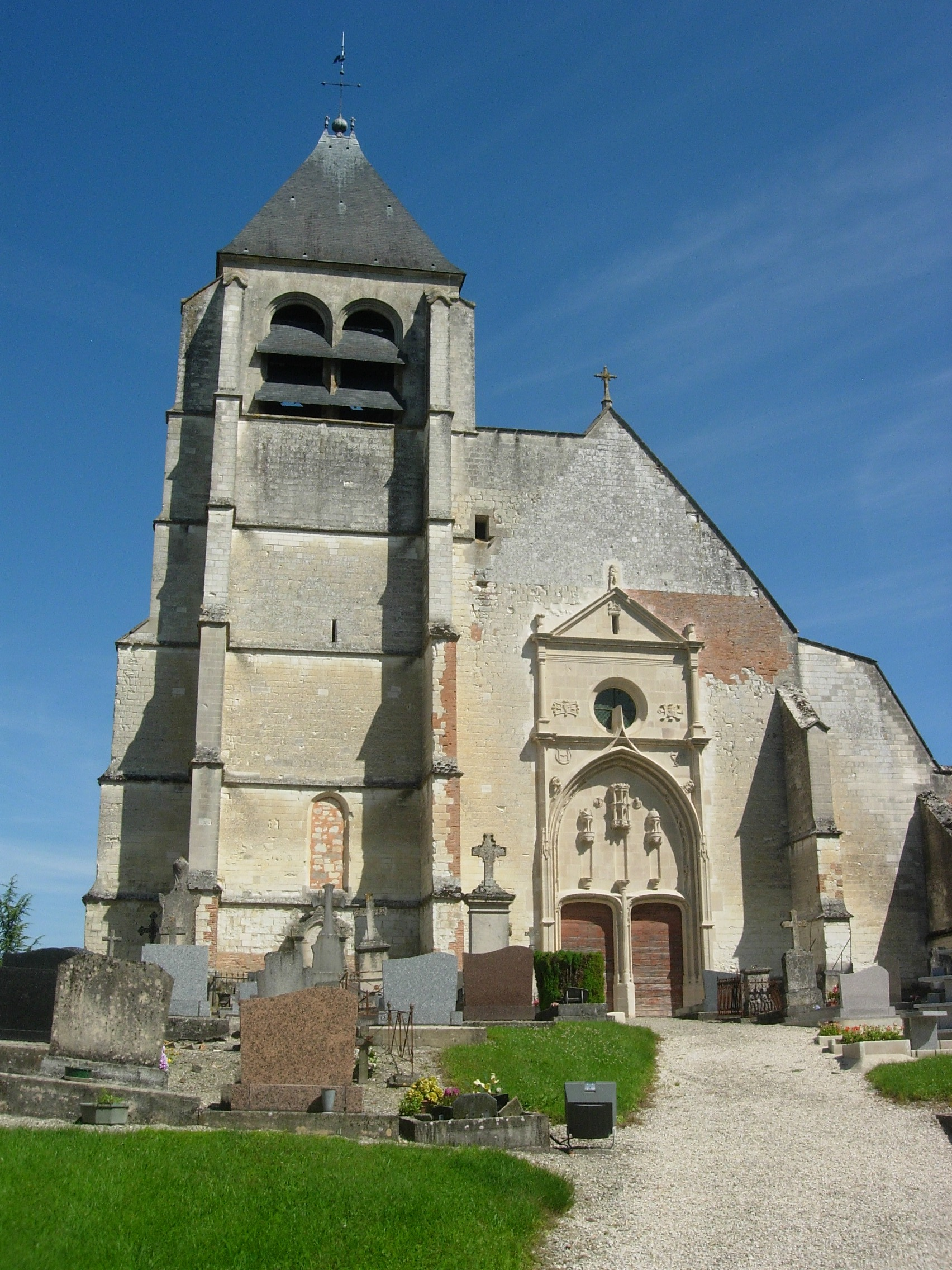
L'église.
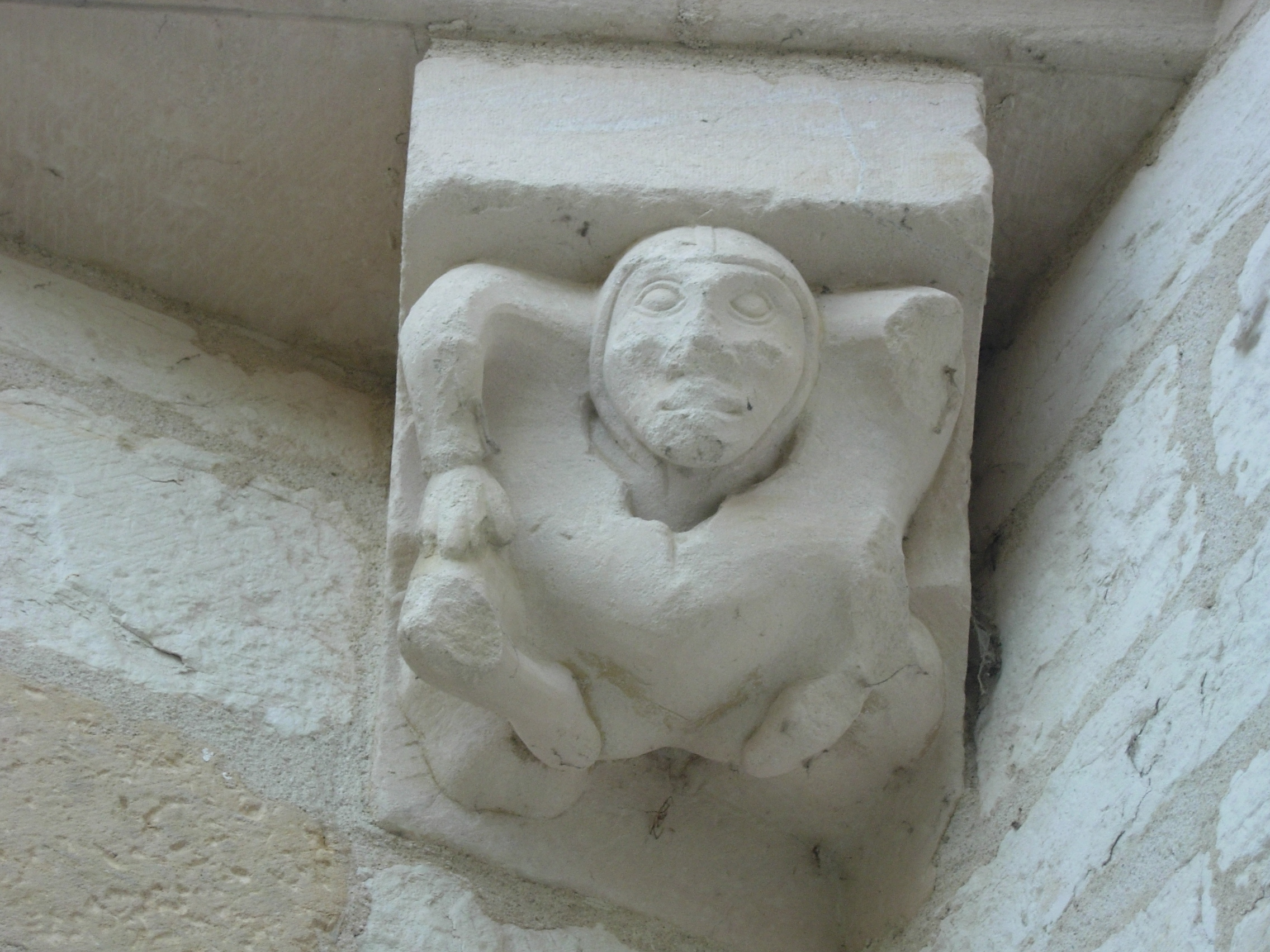
Détail d'une sculpture.
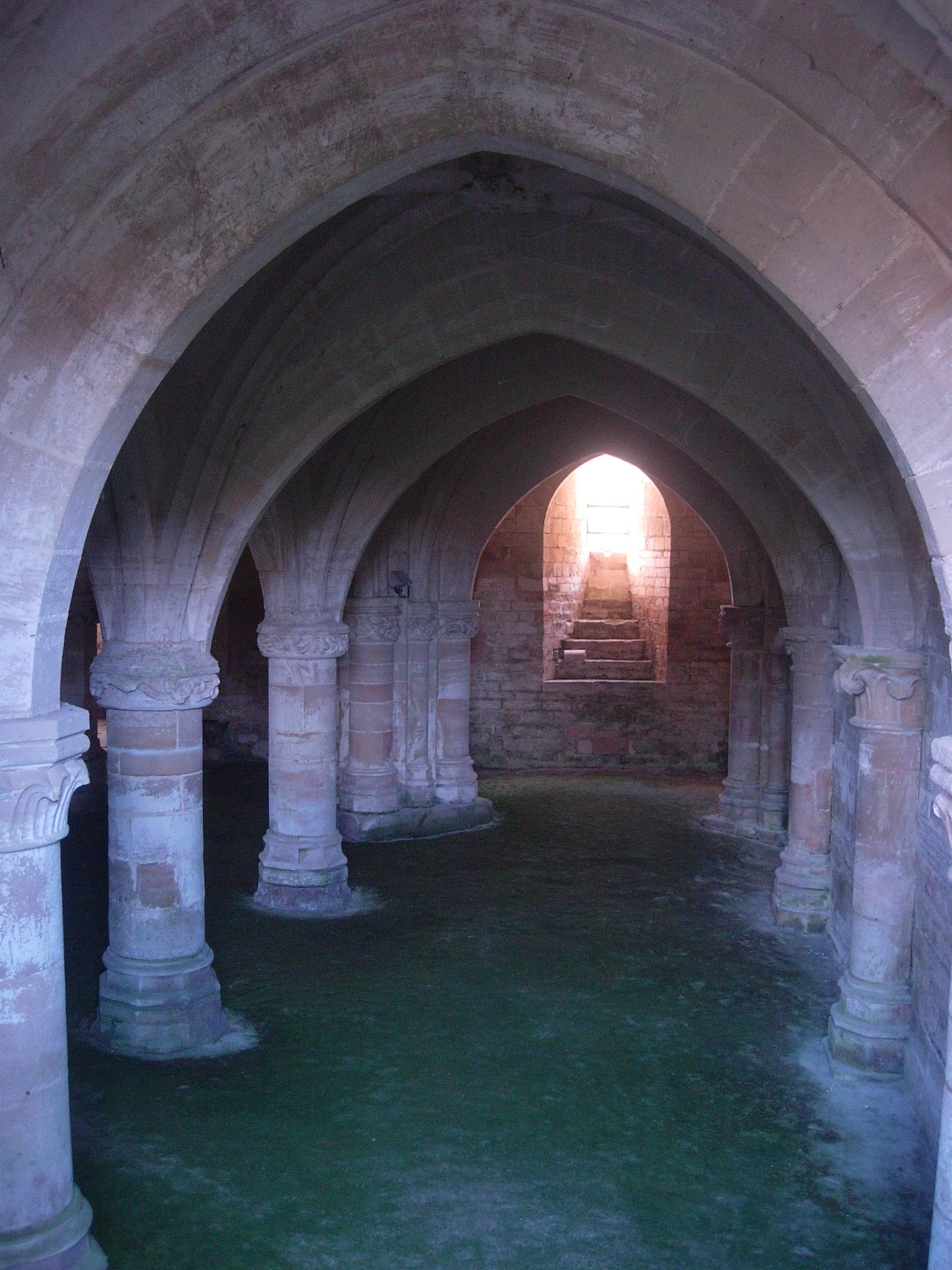
La crypte.

## Personnalités liées à la commune

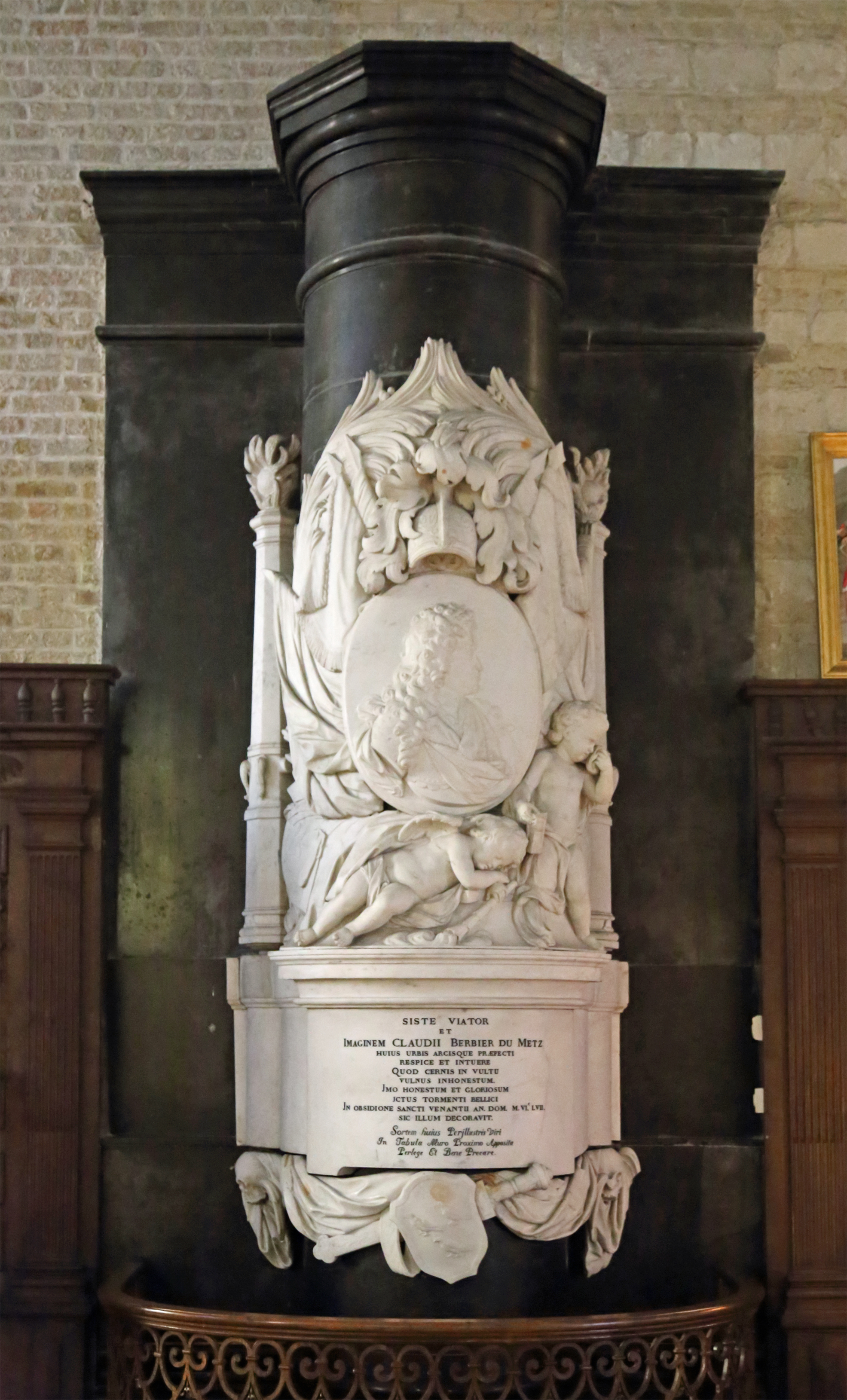
François Girardon, Cénotaphe de Claude Berbier du Metz, gouverneur de Gravelines, Gravelines, église Saint-Willibrord.

- Gédéon Berbier du Mets (1626-1709), intendant-contrôleur général du Garde-Meuble de la Couronne, né à Rosnay[23].
- Claude Berbier du Mets (1638-1690), lieutenant général des armées du roi, né à Rosnay.
- Louis Étienne Dulong de Rosnay, général du Premier Empire, né à Rosnay en 1780 et mort à Paris en 1828.
- André Romand (1889-1982), artiste peintre, enterré au cimetière du village[24].

## Héraldique
| Blason de Rosnay-l'Hôpital | D’azur au pont de bois de six arches posé sur une rivière mouvant de la pointe, surmonté de deux épées passées en sautoir cantonnées en chef et aux flancs de trois colombes, le tout d’argent, accompagné en chef d’un lambel de cinq pendants d’or. |